# Tamarix boveana
Tamarix boveana és una espècie de planta de la família de les Tamaricàcies.
Aquestes espècies acostumen a viure molts anys.

## Descripció

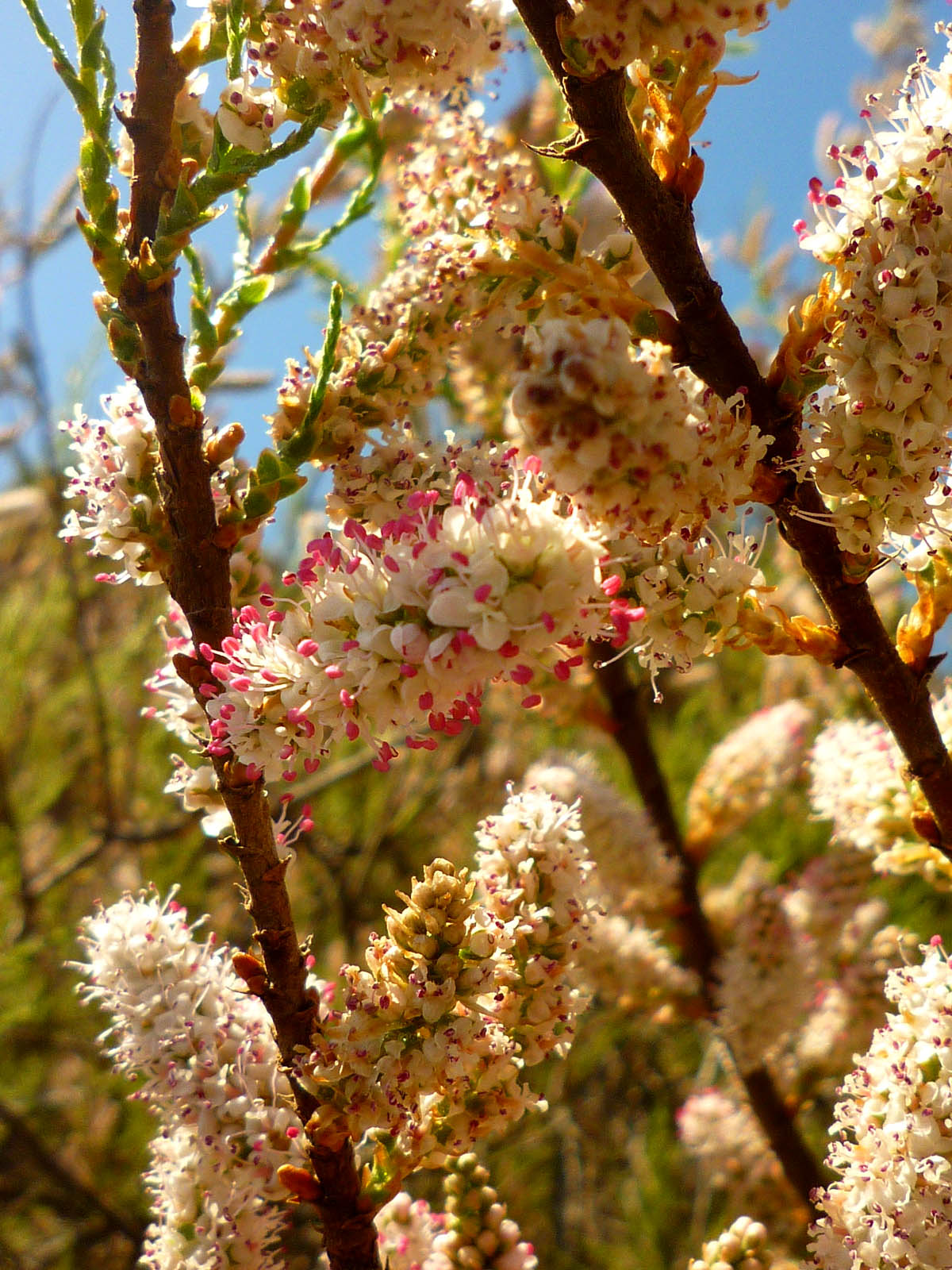
Inflorescències

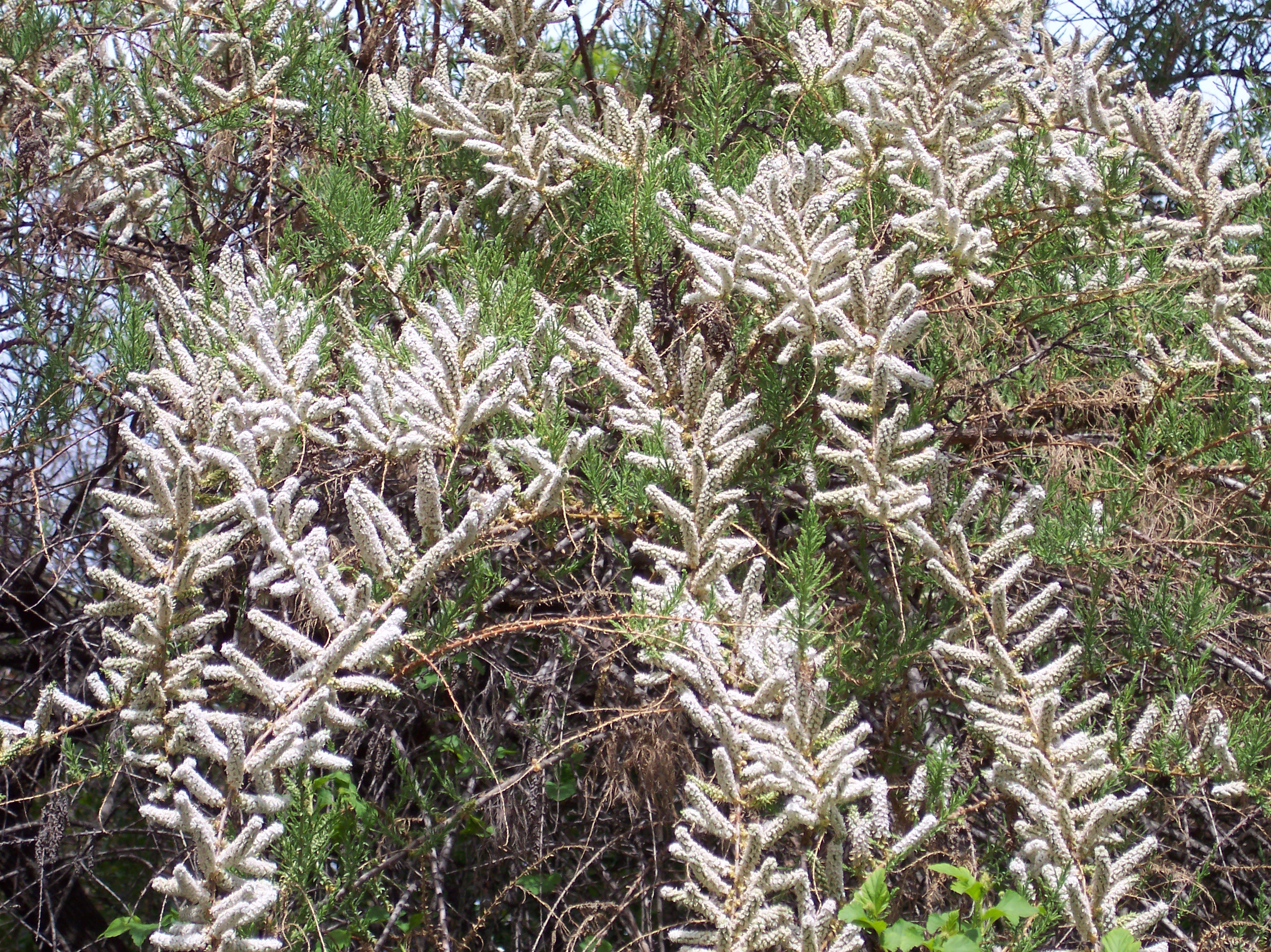
Al seu hàbitat

Arbre perennifoli de mida petita, monoic, de fins a 8(10) m d'alçada, o més freqüentment arbust erecte, poc dens, de port irregular. Tronc més o menys dret, amb l'escorça bru grisenca i molt esquerdada als exemplars més vells. Branques amb escorça poc esquerdada, més fosques. Branquetes marronoses o marró vermelloses, essent les més joves verdoses. Fulles alternes (2-5 mm), esquamiformes, de triangular-lanceolades a linears, amb punta aguda sèssils, poc aplicades, més lliures que a les altres espècies del gènere, sense estípules. Limbe amb glàndules secretores de sal ben visibles, especialment en aquells hàbitats més salobres. Raïms grans, llargament pedunculats, poc densos, que neixen generalment sobre els branquillons d'anys anteriors. Flors tetràmeres, amb 4 pètals, d'estretament obovats a unguiculats, blancs o roses. 4 sèpals, 4 estams i 3 estil. Rarament poden aparèixer flors pentàmeres. Disc estaminal amb l'àpex dels lòbuls del disc nectarífer lleugerament més ample que la base dels estams. Fruit en càpsula ovoide de 6-8 mm de longitud, dehiscent en 3 valves que en obrir-se alliberen nombroses llavors amb un llarg i dens plomall de pèls unicel·lulars blancs. Floreix a l'hivern i a la primavera. Fructifica a la primavera.

## Hàbitat
Terrenys humits, especialment a llits i marges de rius, llacunes de Mar Chica i a altres aiguamolls. Tolera bé la salinitat.

## Distribució
Es troba per Espanya oriental i nord d'Àfrica, on viu principalment a les regions mediterrànies més seques i al Sàhara septentrional.